# Polla blava de les Filipines
Porphyrio pulverulentus és un ocell de la família dels ràl·lids (Rallidae) que rep en anglès el nom de "Philippine Swamphen": polla blava de les Filipines.

## Hàbitat i distribució
Habita aiguamolls de les Filipines, no es present a les illes del grup de Palawan.

## Taxonomia
És una espècie monotípica que era inclosa a Porphyrio porphyrio fins a l'any 2015 (i encara avui algunes classificacions) en que va ser separada com una espècie de ple dret.